# Marianne Welter
Marianne Welter (* 28. August 1907 in Hattingen; † 2004 in Kalifornien) war eine deutsche Sozialarbeiterin, die 1933 aus politischen Gründen Deutschland verlassen musste. Nach Jahren im französischen Exil konnte sie 1941 in die USA einreisen, wo sie als Sozialarbeiterin arbeitete und ihre Ausbildung fortsetzte. Sie beteiligte sich nach dem Ende des Zweiten Weltkriegs am Wiederaufbau der sozialen Dienste in Westdeutschland und lehrte zum Ende ihrer beruflichen Karriere an einer amerikanischen Hochschule.

## Leben

### Herkunft und Ausbildung
Marianne Welters Vater war ein deutsch-nationaler Jurist, der sich freiwillig zum Dienst im Ersten Weltkrieg meldete. Aus Altersgründen wurde er nicht an der Front, sondern nur in der Truppenausbildung eingesetzt, weswegen die Familie von 1916 bis zum Kriegsende in Ulm lebte. Zurück in Hattingen beendete Welter dort das Lyceum und begann danach eine Ausbildung als Kindergärtnerin an der Frauenschule Essen.

### Sozialarbeit in Berlin
Nach dem Ende ihrer Ausbildung wollte Welter nach Berlin gehen, musste aber aus gesundheitlichen Gründen und auf Druck der Familie eine Stelle als Kindergärtnerin „auf dem Heuberg bei Stuttgart“ annehmen. Mit diesem Umzug einher ging auch die allmähliche Lösung vom konservativen Elternhaus.
Im Jahr 1924 erfolgte der Umzug nach Berlin. Sie kam in Kontakt mit der Arbeiterwohlfahrt (AWO), arbeitete in verschiedenen Kinderheimen und begann dann eine bis 1930 dauernde Ausbildung zur Jugendleiterin im Verein Jugendheim in Berlin-Charlottenburg. Welter, die sich inzwischen auch der SPD angeschlossen hatte, gehörte dann ab 1930 zu den Mitarbeiterinnen von Walter Friedländer in dem von diesem geleiteten Jugendamt in Berlin-Prenzlauer Berg, einem Hotspot sozialdemokratisch-reformerischer Sozialpolitik in der Weimarer Republik.
Marianne Welter leitete in den Jahren 1930 bis 1933 ein städtisches Tagesheim für arbeitslose Mädchen zwischen 14 und 18 Jahren, und in diesem Arbeitsumfeld lernte sie auch Nora Hackel (geboren 1901 oder 1902 in Russland) kennen, die ein Abendheim leitete. Hackel und Welter verband von da an eine über die berufliche Zusammenarbeit hinausgehende enge persönliche Partnerschaft, die sie später auch in der Emigration aufrechterhielten. Feidel-Mertz wertete das als „Überlebensstrategie im Exil“, „die vor allem Frauen aus pädagogischen und sozialen Berufen im Exil häufiger entwickelt zu haben scheinen.“ Füssl schreibt, dass Hackel und Welter „in Wien ausgebildet worden waren“, was als Hinweis auf eine psychoanalytische Zusatzausbildung zu verstehen ist, vermutlich im Umfeld von Siegfried Bernfeld und August Aichhorn.
Nach Kühnel-Goinar ist es in den von Welter und Hackel geleiteten Einrichtungen darum gegangen, Mädchen und junge Frauen „durch ein sinnvolles Kursangebot von der Straße [zu holen] und vor Fehlentwicklungen“ zu schützen. Nach Füssl seien sie dazu auch im Kochen und im Schneiderhandwerk ausgebildet worden.

### Exil in Frankreich
Wegen ihrer Gewerkschafts- und SPD-Zugehörigkeit – Hackel war zudem Jüdin – verloren die beiden Frauen im Frühjahr 1933 ihre Anstellung und flohen gemeinsam nach Frankreich. Sie fanden zunächst Arbeit und Unterkunft bei einem jüdischen Zeitungsverleger in Paris und bauten dann zusammen mit anderen Emigrantinnen in Plessis Robinson bei Paris ein Heim für Flüchtlingskinder auf, das – als Kooperative geführt – bis zum Jahr 1939 existierte. Nach Füssl handelte es sich bei diesem Heim um eine von der Arbeiterwohlfahrt Paris betriebene Einrichtung, deren bescheidene Mittel aus den USA gestammt hätten und von Walter Friedländer verwaltet worden seien. Kühnel-Goinar erwähnt in diesem Zusammenhang das International Rescue Committee (IRC), was die von Füssl angesprochene Herkunft der Mittel erklärt.
Das Heim nahm Kinder unterschiedlicher Nationalität auf und wurde nicht nach spezifischen weltanschaulichen oder pädagogischen Grundsätzen geleitet. Nora Hackel leitete die Vorschulabteilung, Marianne Welter arbeitete mit den Schulkindern. Vermutlich in dieser Zeit müssen sie beide auch Mitglieder im Verband deutscher Lehreremigranten geworden sein.
Die Arbeit in Plessis Robinson endete mit dem Ausbruch des Zweiten Weltkriegs; das Heim musste aufgelöst werden. Die beiden Frauen waren mittlerweile auch nicht mehr alleine. Hackels Mutter Hedwig hatte noch rechtzeitig aus Berlin fliehen können, und Nora Hackel war um 1938 Mutter geworden. Der Vater von Tochter Nicole, ein Franzose, galt als vermisst. war Hedwig Hackel zum Zeitpunkt der Einreise in die USA 62 Jahre alt und geboren worden in Königsberg. Für Nicole Hackel ist der Geburtsort Paris vermerkt und ein Alter von dreieinhalb Jahren. Es konstituierte sich ein Familienverbund, und „Welter lebte – zu verschiedenen Zeiten – mehrere Jahrzehnte bei der Familie Hackel, die aus „Omi“ Hedwig, ihrer Tochter Nora und Noras Mädchen Nicole bestand.“
Die drei Hackels und Marianne Welter wurden zusammen im südfranzösischen Camp de Gurs interniert. Noch während des Einmarschs der deutschen Truppen sei von französischer Seite aus für einen Teil der Internierten die Verlegung angeordnet worden. Auf diese Weise führte der Weg der vier Frauen in eine Scheune bei Toulouse und später in ein verlassenes Bauernhaus, wo sie Unterstützung durch die Quäker fanden.

### Exil in den USA
Durch wen Marianne Welter und die Hackels die notwendigen Papiere für eine Einreise in die USA erhielten, ist nicht überliefert. Sie konnten Frankreich verlassen und erreichten über einen längeren Zwischenstopp in Casablanca am 26. Juli 1941 New York. Sie lebten die erste Zeit zusammen mit Marie Juchacz in einem Quäkerheim, dem Scattergood Hostel in Iowa, in dem zwischen 1939 und 1943 185 Flüchtlinge aus Europa Zuflucht fanden.
Zwischen den Gästen im Scattergood Hostel und Friedländer, der in Chicago lebte und seinerzeit an der School of Social Service Administration der Universität Chicago lehrte, bestanden vielfältige Beziehungen. Auf Friedländers Empfehlung hin studierte Welter an der Universität von Chicago. Den Sommer 1942 verbrachte sie als Hausmutter im Ridge Farm Preventorium in der Nähe von Deer Park (Illinois), einer 1914 ursprünglich für tubekulosekranke Kinder gegründeten Einrichtung. Auch Nora Hackel arbeitete dort in derselben Funktion und betreute ein Haus mit 28 Kindern; ihre Mutter Hedwig arbeitete hier als Köchin. Nach Kühnel-Goinar hatten sich da aber die Wege der beiden Freundinnen, bedingt durch Welters Wechsel nach Chicago, bereits getrennt. Nach Feidel-Mertz bezog sich diese Trennung aber nur auf die beruflichen Wege.
Nach dem Studium in Chicago wechselte Marianne Welter an die Case Western Reserve University in Cleveland, wo sie den Schwerpunkt ihre Ausbildung auf soziale Gruppenarbeit und Casework gelegt hatte. An der dortigen School of Applied Social Sciences beendete sie 1944 ihr Studium mit einem doppelten Master of Science (M.Sc.) in Casework und Groupwork.
Nach ihrem Examen trat Marianne Welter eine Stelle bei der Riverdale Children’s Association in New York an. Bei dieser Einrichtung handelte es sich um ein bereits 1836 von Quäkern gegründetes Waisenhaus für schwarze Kinder, dessen Charakter sich ab 1944 änderte. Die Mehrheit der betreuten Kinder waren fortan keine Waisenkinder mehr, sondern vernachlässigte und abhängige Kinder, aber immer noch überwiegend Schwarze. Marianne Welter war die erste nicht-schwarze Person, die an dieser Einrichtung als Sozialarbeiterin eingestellt wurde.
Bedingt durch den Zweiten Weltkrieg ergaben sich schnell andere Aufgaben für Welter. Als Senior Caseworkerin und Acting Supervisor arbeitete sie in New York für das U.S. Committee for the Care of European Children (USCOM) in einem Aufnahmezentrum für Waisenkinder aus den europäischen Konzentrationslagern. Das passte zu Welters Arbeitsschwerpunkten Kinderfürsorge und Betreuung von Pflegefamilien, denn das vorrangige Ziel dieser Aufnahmezentren war es, die Gesundheit der Kinder wiederherzustellen und sie dann an Pflege- und Adoptionsfamilien zu vermitteln.
Für das Unitarian Service Committee (USC) übernahm Welter 1948 die Leitung eines Heims in Boston, in dem verschleppte Kinder aus 13 Nationen betreut wurden. Die Besonderheit war, dass hier auch die Mehrzahl der Mitarbeiter ein ähnliches Schicksal wie die zu betreuenden Kinder hinter sich hatte, und folglich auch für sie ein Trainingsprogramm zu entwickeln war. Für die Betreuung der Kinder wiederum stellten sich die gleichen Aufgaben wie bei Welters vorheriger Stelle.

### Sozialarbeit in und für Deutschland
Durch ihre Arbeit für das USC hatte Welter viele Kontakte zu anderen Hilfsorganisationen geknüpft, und darüber ergaben sich auch wieder Verbindungen nach Deutschland. Sozialdemokratische Freunde baten sie, beim Wiederaufbau von sozialen Einrichtungen zu helfen. Nachdem sie die amerikanische Staatsbürgerschaft erhalten hatte, stellte sie sich dieser neuen Aufgabe und wirkte von 1948 bis 1952 vor allem im norddeutschen Raum.
Im Auftrag des USC arbeitete sie in den Jahren 1948/49 in der Auermühle bei Dedelstorf in Niedersachsen. Bei dieser Einrichtung handelte es sich um ein ursprünglich von der UNRRA eingerichtetes und betriebenes DP-Kinderheim für elternlos aufgegriffene, ausländische Kinder, darunter viele Kinder von verstorbenen Zwangsarbeiterinnen.
Ebenfalls 1948 gehörte Marianne Welter zu den Initiatorinnen des Education and Child Care Institute in Germany, bei dem das USC mit der Arbeiterwohlfahrt kooperierte. Die Idee für dieses Institut, das später auch unter dem Begriff Sommerinstitut bekannt wurde, entstand im Mai 1948 in einem Gespräch zwischen Welter, Helen Fogg (USC), Lotte Lemke und Emma Schulze (AWO Hannover). Ausgangspunkt des Gesprächs war die Überlegung, dass die inzwischen wieder für die AWO arbeitenden Kindergärtnerinnen und Sozialarbeiter nach der durch die Nazi-Herrschaft verursachten Stagnationsperiode „frische menschliche Kontakte und neue Ideen und Einsichten brauchten, um mit allen Schwierigkeiten ihrer Arbeit wirkungsvoll zu kämpfen“. Bis aus dieser Idee Realität wurde, verging noch ein Jahr, in dem die Zustimmung der amerikanischen Militärbehörde eingeholt werden musste, die Ausrüstung zu besorgen und deren Transport aus Amerika nach Deutschland zu organisieren war. Im Februar 1949 erarbeiteten Welter, Fogg, Lemke und Schulze das Programm, wobei von vornherein auf die Gleichberechtigung zwischen den Amerikanerinnen und den Deutschen – auch im Hinblick auf die weitere Arbeit – geachtet wurde. Da die potentiellen Teilnehmerinnen nur während ihres Urlaubs die geplanten Kurse besuchten konnten, war man sich einig, jeweils maximal dreiwöchige Kurse anzubieten. Sie sollten im Marie-Juchacz-Heim der AWO in Vöhl stattfinden und mussten aus Kapazitätsgründen auf 25 Teilnehmerinnen je Kurs beschränkt werden.
Zwischen Juli und September 1949 fanden mehrere Kurse in Vöhl statt. Dem Leitungsteam gehörten 9 Amerikanerinnen und Amerikaner an (darunter die schon genannten Welter und Fogg) sowie 7 Deutsche (auch hier die schon genannten Lemke und Schulze und ebenfalls Marie Juchacz). Der Erfolg des ersten Jahres führte dazu, dass die Kurse auch in den Jahren 1950, 1951, 1952 und 1953 abgehalten wurden. Mit dem von AWO und USC gegründeten Arbeitskreis Soziale Fortbildung sollten die Kurse dann von 1954 an ganzjährig fortgeführt werden. Ruth Bang übernahm die Leitung des Arbeitskreises, der in Bremen angesiedelt war.
Wie lange Marianne Welter am Programm des Education and Child Care Institutes mitwirkte, ist nicht bekannt, wobei Kühnel-Goinar nahelegt, dass es bis 1951 gewesen sein könnte. Sie spricht auch davon, dass Welter über gute Kontakte zur Ehefrau Helene Kaisen und ihrem Mann, dem Bremer Bürgermeister Wilhelm Kaisen, verfügt habe. Unter dem Vereinsvorsitz von Helene Kaisen wurde dort ein Nachbarschaftshaus aufgebaut, und Welter, Bang als auch Ilse Mayer-Kulenkampff wirkten am Aufbau mit. Diese Einrichtung, die heute den Namen Nachbarschaftshaus Helene Kaisen trägt, verfolgte damals ähnliche Ziele wie das Education and Child Care Institutes: „Als erstes sollte ein „institute“ zur Fortbildung deutscher Mitarbeiter aus der Wohlfahrtsarbeit eingerichtet werden. Dies geschah im Sommer 1949, weitere folgten zwischen 1950 und 1953. Diese beinhalteten Kurse zur Kinderfürsorge, zu Fragen der Jugend- und Wohlfahrtsarbeit, zur Psychiatrie, über „moderne Methoden“ der Sozialarbeit und verbanden dies mit „Grundkursen in Demokratie“ und mit der Einübung neuer Formen von Geselligkeit und Kommunikation. Dass dann Bremen zum Standort des Nachbarschaftshauses gewählt wurde, verdankt die Stadt den freundschaftlichen Kontakten, die Adolf und Ella Ehlers bereits 1947 zu den deutschen Vertretern des USC geknüpft hatten.“

### Rückkehr in die USA
Marianne Welter kehrte trotz ihrer guten Kontakte und ihrer langjährigen Arbeit im Nachkriegsdeutschland wieder in die USA zurück. Praktisch und theoretisch beschäftigte sie sich mit der angewandten Sozialarbeit und forschte darüber. Im Jahr 1965 wurde sie von ihrer früheren Ausbildungsstätte, der Case Western Reserve University, zum Doctor of Social Work promoviert. In ihrer Dissertation befasste sie sich mit dem Vergleich von adoptierten älteren ausländischen und amerikanischen Kindern. Im selben Jahr wurde sie Fakultätsmitglied an der School of Social Work der Adelphi University in New York. Nach ihrer Pensionierung im Jahr 1975 zog sie nach La Jolla (Kalifornien) und lehrte weiterhin an Instituten in San Diego und in Los Angeles.

## Auszeichnungen
Im Jahr 1970 wurde Marianne Welter von der Arbeiterwohlfahrt mit der Marie-Juchacz-Plakette ausgezeichnet.

## Schriften
- mit Aaron Rosenblatt, Sophie Wojciechowski: The Adelphi experiment: accelerating social work education, Council on Social Work Education (Published in cooperation with the Adelphi University School of Social Work), New York 1976.
- Comparison of adopted older foreign and American children, Dissertation, Western Reserve University, Cleveland 1965.
- mit Katharine Taylor, Louise Shoemaker, Helen Fogg (1951): Education and Child Care Institute in Germany 1951. Boston.
- mit Katharine Taylor, Helen Fogg (1950): Education and Child Care Institute in Germany 1950. Boston.